# Mai l'oblidaré
 Mai l'oblidaré  (original: I Remember Mama) és una pel·lícula estatunidenca dirigida per George Stevens, estrenada el 1948 i doblada al català
La pel·lícula va ser nominada a cinc premis Oscar.

## Argument
Basada en les memòries de Kathryn Forbes. Una novel·lista d'origen noruec decideix esmerçar el seu temps en investigar la vida d'una avantpassada que va dur una vida exemplar. Coneguda familiarment com a Mama Hansen, la dona va tenir cura dels seus quatre fills, va administrar la feina de la casa i va controlar sempre els estalvis que tenia en un banc. R

## Repartiment
- Irene Dunne: Martha 'Mama' Hanson
- Barbara Bel Geddes: Katrin Hanson
- Oskar Homolka: Oncle Chris Halverson
- Philip Dorn: Lars Hanson
- Cedric Hardwicke: Jonathan Hyde
- Edgar Bergen: Peter Thorkelson
- Rudy Vallee: Dr. Johnson
- Barbara O'Neil: Jessie Brown
- Florence Bates: Florence Dana Moorhead
- Peggy McIntyre: Christine Hanson
- June Hedin: Dagmar Hanson
- Steve Brown: Nels Hanson
- Ellen Corby: Tia Trina
- Hope Landin: Tia Jenny
- Edith Evanson: Tia Sigrid
- Tommy Ivo: Cosí Arne

## Premis i nominacions

### Premis
- 1949. Globus d'Or a la millor actriu secundària per Ellen Corby

### Nominacions
- 1949. Oscar al millor actor secundari per Oskar Homolka
- 1949. Oscar a la millor actriu per Irene Dunne
- 1949. Oscar a la millor actriu secundària per Barbara Bel Geddes
- 1949. Oscar a la millor actriu secundària per Ellen Corby
- 1949. Oscar a la millor fotografia per Nicholas Musuraca